# Bezpráví (Orlické Podhůří)

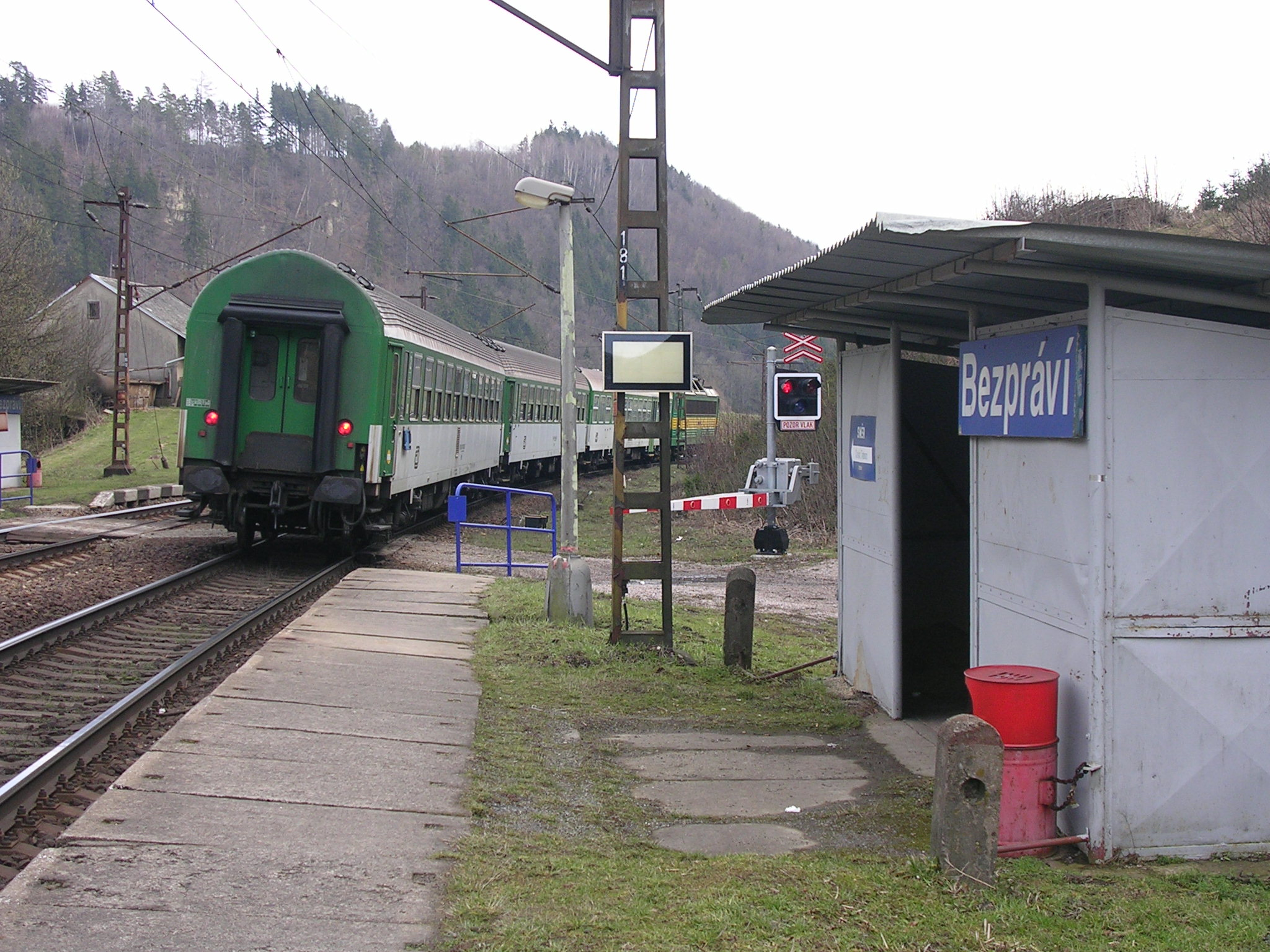
Železniční zastávka Bezpráví

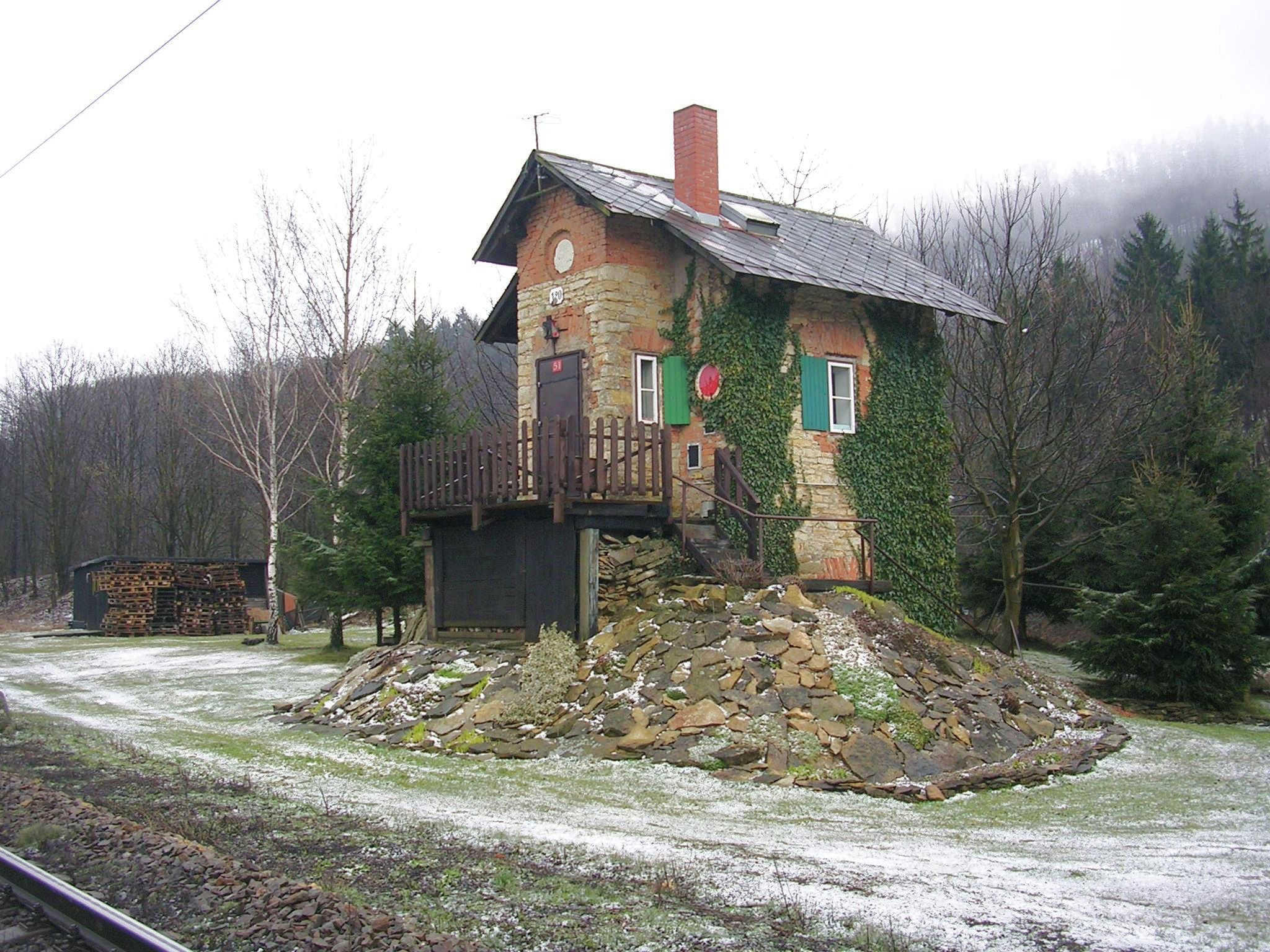
Strážní domek Bezpráví č. p. 51

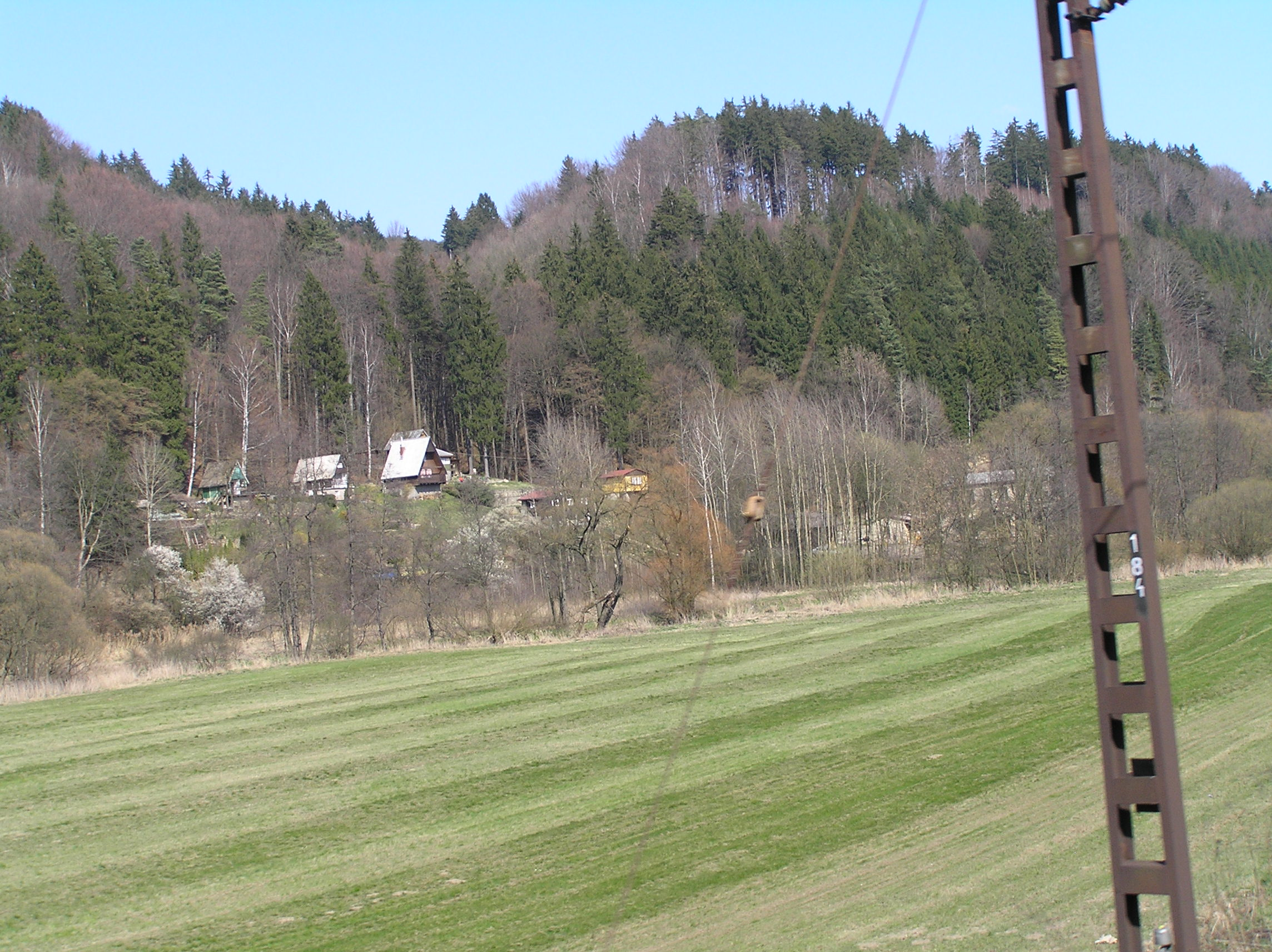
osada Bezpráví, pohled z jedoucího rychlíku

Bezpráví (německy Bespraw) je osada v okrese Ústí nad Orlicí. Zdejší mlýn je jako samota doložen již k roku 1506. Katastrálně spadá pod Dobrou Vodu. Roku 1949 byla celá obec Dobrá Voda připojena k obci Rviště a ta byla roku 1961 přejmenována na Orlické Podhůří. Osada Bezpráví se nachází na pravém břehu Tiché Orlice, asi 3,5 km východně od středu města Brandýs nad Orlicí. Leží v nadmořské výšce asi 310 m n. m. Dnes slouží hlavně k rekreačním účelům. Zatímco v roce 1836 měla osada 51 obyvatel, v letech 1890–1961 počet obyvatel byl méně než 20 a v některých letech i méně než 10. V letech 1980, 1991 a 2002 nebyl v osadě evidován ani jeden trvale bydlící obyvatel. Konkrétní původ názvu není znám.

## Železniční trať a zastávka
Údolím prochází od roku 1845 železniční trať Praha–Olomouc (dnes trať 010). Na levém břehu proti osadě (katastrálně již na území obce Sudislav nad Orlicí) je od druhé poloviny 40. let 20. století železniční zastávka s názvem Bezpráví, s osadou spojená mostem. V rámci výstavby I. železničního koridoru se uvažuje napřímení tratě klikatící se údolím a jejím vedení tunelem, čímž by se vyhnula Bezpráví, nákladní trať by však v údolí zůstala. Nová trať byla navržena ve třech variantách, ve všech případech by však zastávka Bezpráví byla zrušena.
V rámci tzv. optimalizace dopravy v Pardubickém kraji v roce 2011 bylo navrženo, aby v současné zastávce žádné vlaky nezastavovaly, neboť jejich využití je minimální; současně bylo navrženo zajíždění autobusu do osady Klopoty. Lidé, kteří zastávku používají, proti návrhu protestovali. Nakonec se od návrhu ustoupilo. Správa železnic plánuje v letech 2020–22 modernizaci úseku mezi Ústím nad Orlicí a Brandýsem nad Orlicí, v jejímž rámci se počítá se zrušením zastávky.

## Pamětihodnosti
- Železniční strážní domky čp. 51 a 53 z doby výstavby olomoucko-pražské dráhy
- Okolní příroda, hlavně údolí Tiché Orlice a lesnaté svahy nad ní, suťové lesy pod obcí Sudislav nad Orlicí s bohatou květenou, kopec Zátvor
- začátkem 90. let 20. století se skupina recesistů v rámci Společnosti za veselejší současnost pokusila vytvořit v Bezpráví československý skanzen komunismu (totality) spočívající v nahromaděných portrétech, bustách a sochách komunistických představitelů, rudých praporů, pěticípých hvězd a jiných dobových artefaktů. Pokus neměl dlouhého trvání.[4]
- Frekventovaná železniční trať protínající zajímavou krajinu je velkým lákadlem pro železniční fotografy, kteří se sem sjíždějí z celé republiky. Z těchto důvodů bývá Bezpráví označováno za „Mekku šotoušů“.[5]

## Odraz v kultuře
- Osadám Bezpráví a Klopoty věnoval básník Jan Skácel báseň „A víno těm kteříž jsou tesklivého ducha“ (sbírka Metličky): „Jak hřebík v dlani Spasitele / O krvi naše srdce ví / Pijeme v krčmě Na Klopotách / V obci nazvané Bezpráví“